# Hail Satanas We Are the Black Legions
A Hail Satanas We Are The Black Legions az első stúdiólemeze a francia black metal egyszemélyes együttes Mütiilation-nek. Az album egy középlemez és egy hét hüvelykes hanglemezen lett kiadva 1994-ben. Az album felvételei 1993-ban készültek el.
A Hail Satanas We Are The Black Legions a Nightmare Productions kiadó által 2006-ban újra ki lett adva.

## Számlista
1. "Desecrate Jesus' Name" (5:31)
2. "Remembrance of my Past Battles and Times" (4:25)
3. "Black Wind of War" (3:24)

## Fordítás
Ez a szócikk részben vagy egészben  a   Hail Satanas We Are the Black Legions című angol Wikipédia-szócikk fordításán alapul.  Az eredeti cikk szerkesztőit annak laptörténete sorolja fel. Ez a jelzés csupán a megfogalmazás eredetét és a szerzői jogokat jelzi, nem szolgál a cikkben szereplő információk forrásmegjelöléseként.